# Doris Anselm
Doris Anselm (* 1981 in Buxtehude) ist eine deutsche Schriftstellerin und Journalistin.

## Leben und Werk
Anselm wuchs in Buxtehude auf. Nach dem Abitur studierte sie Kulturwissenschaften und ästhetische Praxis an der Universität Hildesheim. Anschließend absolvierte sie ein journalistisches Volontariat an der EMS Electronic Media School. Von 2009 bis 2018 war sie Reporterin der Hörfunksender des Rundfunks Berlin-Brandenburg, daneben arbeitete sie für andere Radiosender, etwa als Autorin und Sprecherin politischer Glossen im Deutschlandfunk Kultur. Ab 2013 veröffentlichte Anselm Prosa und Lyrik in Anthologien und Literaturzeitschriften. 2014 gewann sie erst den Literaturpreis „Dichtungsring“ und dann den „Open Mike“, einen der wichtigsten Nachwuchswettbewerbe für deutschsprachige Literatur. 2017 erschien im Luchterhand Literaturverlag ihr erstes Buch, der Erzählband und in dem Moment holt meine Liebe zum Gegenschlag aus. 2019 folgte der Roman Hautfreundin. Eine sexuelle Biografie. Seit 2019 ist Doris Anselm wöchentliche Kolumnistin im rbb-Inforadio. 2021 und 2022 kommentierte sie in ihrer Literaturkolumne „Lust und Frust mit Proust“ jede Woche einen Abschnitt aus Marcel Prousts Romanzyklus „Auf der Suche nach der verlorenen Zeit“ auf rbb Kultur, um die Neuausstrahlung des Roman-Hörbuchs zu begleiten. Seit 2023 ist Doris Anselm regelmäßige Autorin des Satiremagazins "Der Postillon".

## Bücher
- und in dem Moment holt meine Liebe zum Gegenschlag aus. Erzählungen. Luchterhand Literaturverlag, München 2017, ISBN 978-3-630-87526-2.
- Hautfreundin. Eine sexuelle Biografie. Roman. Luchterhand Literaturverlag, München 2019, ISBN 978-3-630-87603-0.